# Leon IX
Leon IX (łac. Leo IX, właśc. Bruno, hrabia Egisheim-Dagsburg; ur. 21 czerwca 1002 w Eguisheim, zm. 19 kwietnia 1054 w Rzymie) – święty Kościoła katolickiego, papież w okresie od 12 lutego 1049 do 19 kwietnia 1054.

## Życiorys

### Wczesne życie
Był niemieckim papieżem, pochodzącym z Alzacji, kuzynem Henryka III. Przed wyborem na papieża, współpracował ze swoim krewnym Konradem II, który 9 września 1027 roku powołał go na biskupa Toul. Po śmierci Damazego II, lud rzymski chciał elekcji biskupa Lyonu, Halinarda, jednak król Henryk odmówił i w grudniu 1048 roku w Wormacji wyznaczył na Stolicę Piotrową biskupa Brunona. Ponieważ Leon chciał również zyskać aprobatę ludu rzymskiego, przyjął nominację dopiero w następnym roku.

### Pontyfikat
Rozpoczął reformę odnowy moralnej Kościoła, wzorując się na zasadach klasztoru Cluny. Zreorganizował kurię papieską wprowadzając do niej wielu obcokrajowców. Skupił dookoła siebie przedstawicieli kultury i Kościoła, jak Hugo Candidus z klasztoru w Remiremont, Humbert z klasztoru w Moyenmoutier, a także Hildebrand i Fryderyk z Liège. Współpracował także z opatem Hugonem z Cluny i Piotrem Damianim.
Leon IX zwoływał liczne synody, które zajmowały się głównie zwalczaniem w Kościele symonii i wprowadzeniem celibatu wśród kleru (papież przywrócił pokuty nałożone przez Klemensa II). Potępił Berengara z Tours, który twierdził, że podczas Eucharystii chleb i wino tylko symbolicznie zmieniają się w ciało i krew Chrystusa. Leon odbył także wiele podróży do Niemiec i Francji w celu odnowy kościelnej.
W maju 1053 roku, papież musiał chronić Państwo Kościelne przed atakami Normanów i w tym celu stanął na czele słabo uzbrojonej armii. Bez pomocy cesarskiej (liczył wprawdzie na sojusz z katepanatem Italii Argyrosem) poniósł dotkliwą klęskę w bitwie pod Civitate. Wówczas został wtrącony do więzienia na dziewięć miesięcy i zmuszony do oddania w lenno Robertowi Guiscardowi księstwa Apulii. Sytuacja ta doprowadziła do konfliktu pomiędzy patriarchą Konstantynopola Michałem Cerulariuszem a Kościołem rzymskim, jednak sytuacja polityczna wymagała uzyskania porozumienia. W tym celu legaci papiescy (Leon przebywał jeszcze wówczas w więzieniu), na czele z kardynałem Humbertem, udali się na negocjacje w styczniu 1054 do Konstantynopola. Obie strony pozostały jednak nieprzejednane, wskutek czego 16 lipca 1054 roku kardynał Humbert złożył na ołtarzu w Hagia Sofia bullę ekskomunikującą Cerulariusza. Patriarcha Konstantynopola odpowiedział ekskomuniką Kościoła łacińskiego 24 lipca tego samego roku.

### Śmierć
Papież został uwolniony z więzienia i 12 marca 1054 roku przewieziony z Benewentu do Rzymu. Był już wtedy słaby i schorowany, przez co zmarł około miesiąc później – 19 kwietnia. Tuż po śmierci papieża, doszło do schizmy wschodniej (lipiec 1054) – rozłamu ze Wschodnimi Patriarchatami.
Jego wspomnienie liturgiczne w Kościele katolickim obchodzone jest 19 kwietnia.